# اتو فن هابسبورگ
اتو فن هابسبورگ (آلمانی: Otto von Habsburg، زاده ۲۰ نوامبر ۱۹۱۲ – درگذشته ۴ ژوئیهٔ ۲۰۱۱) با عنوان سلطنتی آرشیدوک اتوی اتریش، آخرین ولیعهد اتریش-مجارستان از ۱۹۱۶ تا فروپاشی آن در ۱۹۱۹ بود. او مدعی تاج و تخت، رئیس خاندان سلطنتی هابسبورگ-لورن، و شوالیهٔ نشان پشم زرین پس از مرگ پدرش، کارل یکم در ۱۹۲۲ بود.

## زندگی
اتو بزرگ‌ترین پسر کارل یکم (آخرین امپراتور اتریش و پادشاه مجارستان) و زیتا ماریا و سومین نفر خانواده برای رسیدن به سلطنت با عنوان آرشیدوک اتوی اتریش، شاهزاده مجارستان، بوهم و کرواسی بود. با نشستن پدرش بر تخت سلطنت در ۱۹۱۶، او نیز احتمالاً امپراتور می‌شد. از آنجا که پدرش هرگز عقب ننشست، خود اتو، خانواده‌اش و قانونگراهای اتریشی-مجار او را امپراتور بر حق از ۱۹۲۲ می‌شناختند.
از سالهای ۱۹۳۰ اتو در سیاست اتریش و اروپا فعال بود. تلاش او هم در بازسازی هابسبورگ و هم در وحدت اروپا بود، و در عین حال کاملاً از ملی‌گرایی منزجر و مخالف سرسخت نازیسم و کمونیسم بود. از او به عنوان یکی از رهبران مقاومت اتریش نام برده می‌شود. پس از آنشلوس در ۱۹۳۸ که سلطنت‌طلبان در اتریش تحت مجازات شدید قرار می‌گرفتند و به‌وسیله نازی‌ها به مرگ محکوم می‌شدند اتو اروپا را به مقصد آمریکا ترک کرد.
اتو فن هابسبورگ در سالهای ‎۱۹۵۷–۱۹۷۳ معاون رئیس، در ‎۱۹۷۳–۲۰۰۴ رئیس اتحادیه بین‌المللی پان اروپایی و در ‎۱۹۷۹–۱۹۹۹ از جانب اتحادیه سوسیال مسیحی بایرن نماینده پارلمان اروپا بود. به‌عنوان نماینده پارلمان اروپا اتو یک کرسی خالی برای کشورهای آن سوی پرده آهنین به شکل سمبلیک در نظر گرفت. به عنوان آغازگر مشترک پیک‌نیک پان‌اروپایی، اتو نقش برجسته‌ای در انقلاب‌های ۱۹۸۹ ایفا کرد. او حامی‌ای قوی برای عضویت کشورهای اروپای شرقی و مرکزی در پارلمان اروپا بود. او یک روشنفکر بنام بود و کتابهای متعددی در امور تاریخی و سیاسی نوشت. اتو به همراه روبر شومان، کنراد آدناور و آلچیده د گاسپری یکی از معماران ایده اروپایی و ادغام اروپا قلمداد می‌شود.

## تبعید و مرگ

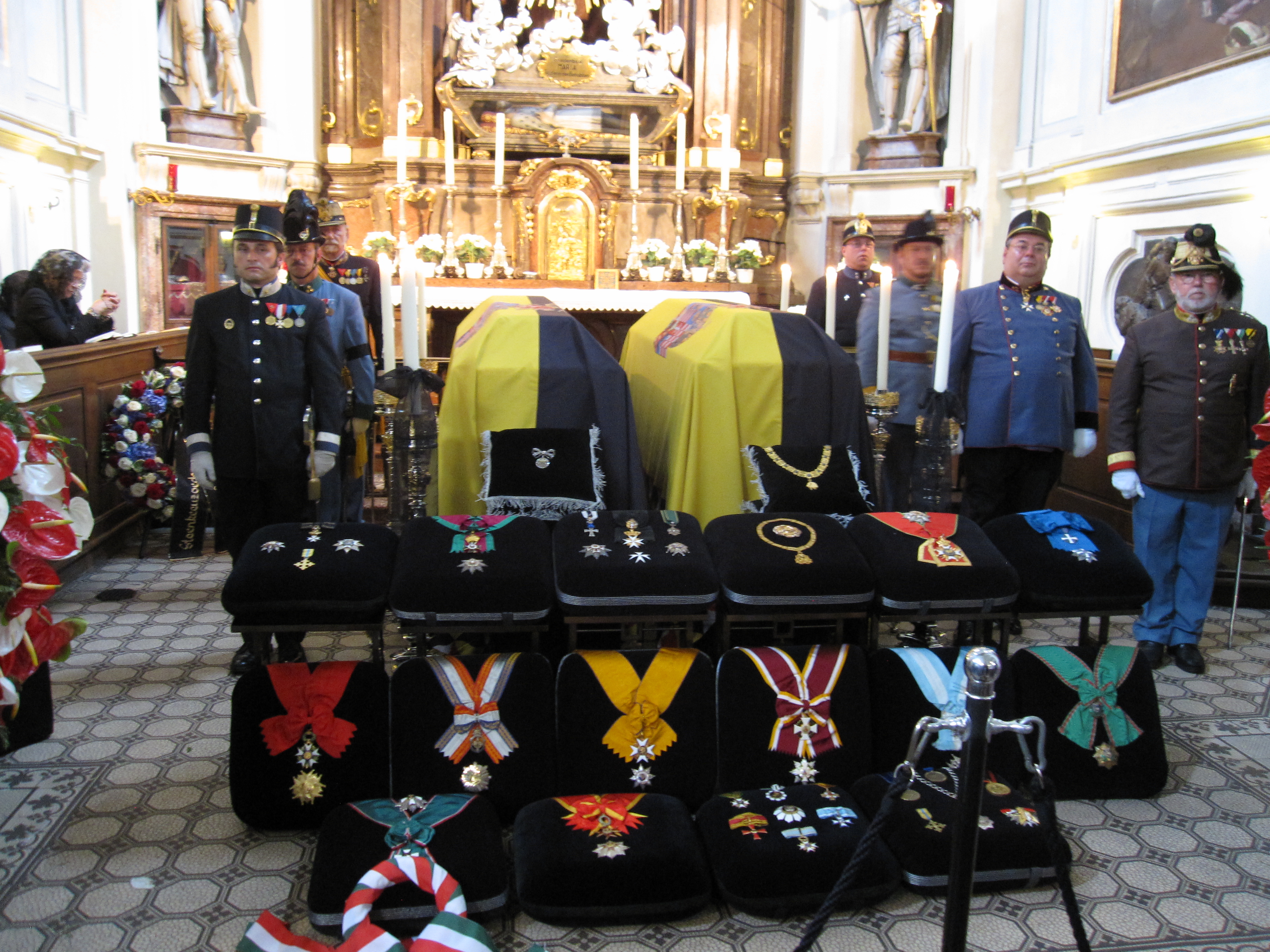
در روز جمعه 15 ژوئیه 2011 در کلیسای کاپوچین در وین به آرامی اتو فون هابسبورگ، وارث تاج و تخت اتریش و مجارستان، و همسرش پرنسس رجینا از ساکس ماینینگن.

اتو در سال ۱۹۱۸ تبعید شد و عمدتاً در اسپانیا بزرگ شد. مادرش که یک کاتولیک معتقد بود او را بر طبق برنامه آموزشی قدیم اتریش-مجارستان تربیت کرد و او را برای اینکه یک پادشاه کاتولیک بشود آماده ساخت. در تبعید او در سویس، مادیرا، اسپانیا، بلژیک، فرانسه، ایالات متحده و بالاخره از ۱۹۵۴ تا پایان عمر در بایرن آلمان در ویلا استریا زندگی کرد. در زمان مرگش او شهروند آلمان، اتریش، مجارستان و کرواسی بود. ضمن اینکه قبلاً بدون تابعیت دوژور و دفاکتو بود و گذرنامهٔ موناکو، شوالیه‌های مالت و اسپانیا را داشت. در سال ۱۹۶۱ فرانسیسکو فرانکوی اسپانیا تاج را به او پیشنهاد کرد، او امتناع کرد و در نتیجه خوان کارلوس از دودمان بوربونها به جای او جایگزین فرانکو شد.
مراسم تشییع جنازه او در ۱۶ ژوئیه ۲۰۱۱ در کلیسای جامع سنت اشتفان در وین انجام شد. او در گورابهٔ سلطنتی در وین به خاک سپرده شد و قلبش در آرامگاه صومعه پانونهالما دفن شد.